# Бостонский филармонический оркестр
Бостонский филармонический оркестр (англ. Boston Philharmonic Orchestra, не путать с Бостонским симфоническим оркестром) — полупрофессиональный оркестр, базирующийся в Бостоне, штат Массачусетс. Он был основан в 1979 году.

## История
Бостонский филармонический оркестр был основан в 1979 году Бенджамином Зандером , который дирижирует им и по сей день.
Это не профессиональный оркестр: хотя в его рядах есть и профессионалы, в состав оркестра также входят студенты и музыканты-любители (хотя и высокого уровня). В рамках деятельности оркестра Бенджамин Зандер также открыл ряд образовательных и популярных проектов, связанных с классической музыкой (симфонической и камерной), которые заинтересовали молодую аудиторию со всего мира.
Оркестр регулярно организует концерты в районе Бостона, штат Массачусетс , в таких залах, как Джордан-холл в Консерватории Новой Англии и Сандерс-театр в Гарвардском университете . В ходе своей деятельности оркестр также выступал в таких важных залах, как Механик-холл в Вустере, Симфонический зал в Бостоне, Карнеги-холл в Нью-Йорке и Концертгебау в  Амстердаме. 
Их концерты проходят в Джордан-холле консерватории Новой Англии и в театре Сандерса Гарвардского университета. В настоящее время оркестром дирижирует Бенджамин Цандер. Каждому концерту предшествует беседа, в которой объясняются музыкальные идеи и структура произведений, которые будут исполнены.